# さんようバス

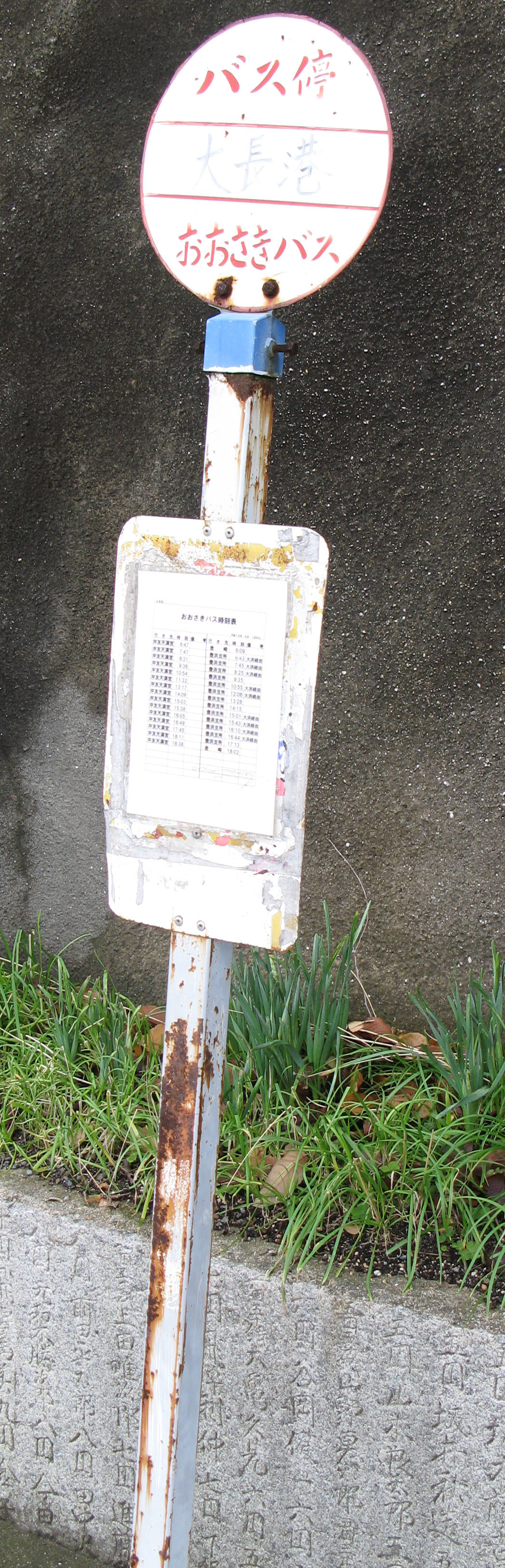
旧社名（おおさきバス）表記のバス停（2007年）

さんようバス株式会社は、広島県の大崎上島（大崎上島町）・大崎下島・豊島（呉市）をエリアとする路線バス・貸切バスの会社である。山陽商船の関連会社である。
旧社名のおおさきバスから改称した。
なお、名称が類似している企業に兵庫県でバス事業を行っている山陽バス株式会社（山陽電気鉄道の子会社）・サンデン交通（旧山陽電気軌道。山口県）、ならびに大崎バス（現さいかい交通。長崎県）があるが、これらの企業および山陽商船とは無関係である。

## 各営業所（車庫）の所在地
- 本社
  - 広島県豊田郡大崎上島町東野4034番地1
- 竹原営業所
  - 広島県竹原市新庄町88番地6
- 豊営業所
  - 広島県呉市豊町久比183番地9

## 路線

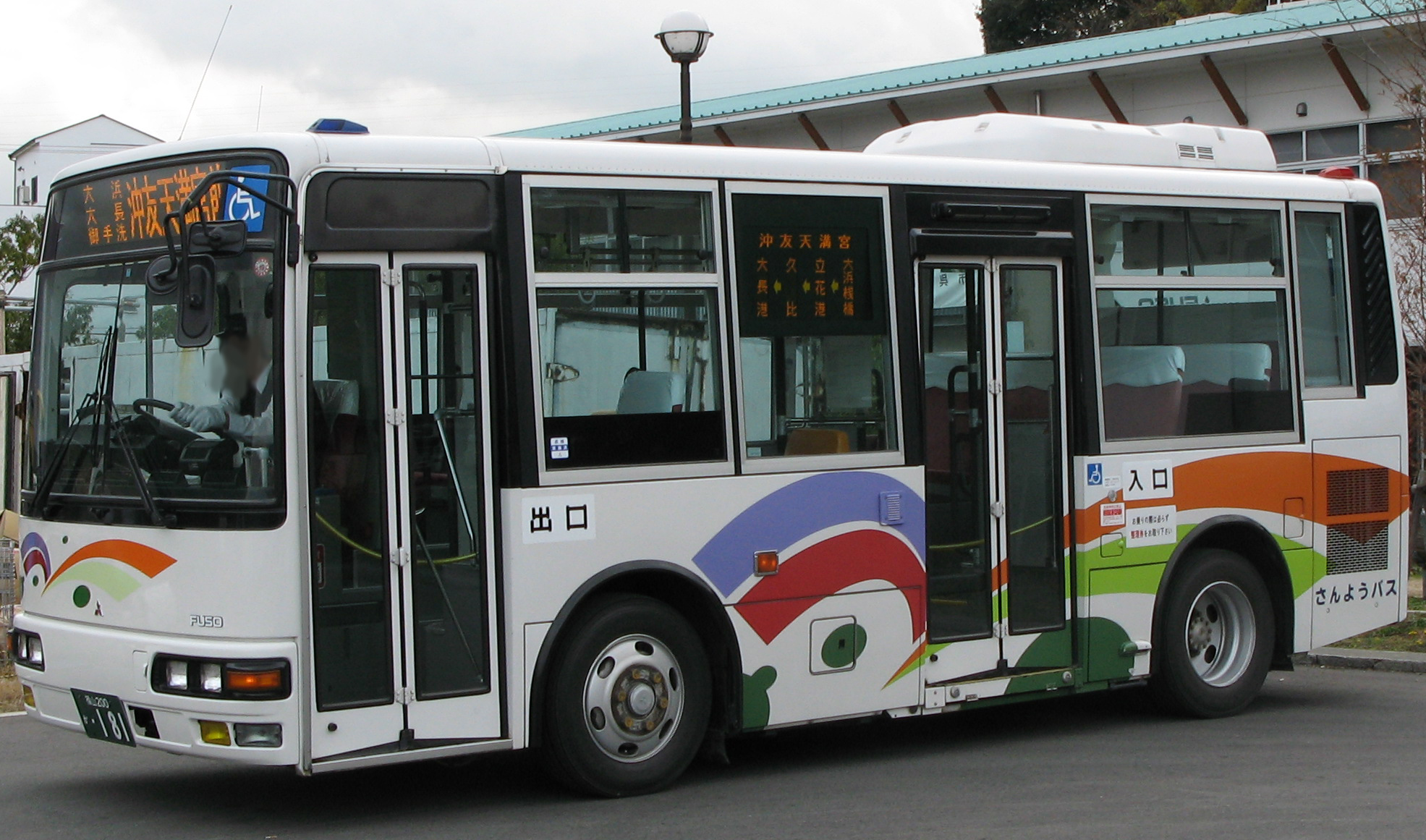
大崎下島・豊島島内路線（当時）の車両（2007年）

かつては大崎上島島内、および大崎下島および豊島だけを走るローカルバス会社であったが、2008年11月18日の豊島大橋開通に伴い、翌11月19日に大幅な路線再編が行われ、呉市中心部や広島バスセンターまで路線を広げた。

### 現行路線

#### 大崎上島島内系統
- 太田（本社） - 白水港 - 垂水港 - 鮴局前 - 木江 - 天満港 - 明石港 - 大串 - 大西港 - 太田（本社）
  - 従来2路線あった路線を再編統合して2009年4月1日に運行開始。
  - 右回りと左回りが設定されている。なお土曜日は右回りのみ。
  - 右回りは主に三菱ふそうエアロミディ、左回りは主にいすゞエルガミオが使用されている。
  - 日曜・祝日は全便運休。なお、運休日はおと姫バス（80条バス）の利用が可能。

#### 中国労災病院発着系統
瀬戸内産交との共同運行。
東行きは中国労災病院→小仁方区間での下車が、西行きは小仁方→中国労災病院区間での乗車が不可だったが2019年10月1日より乗降可能となった。それにともない、これまで跳ばしてきたバス停にも停まるようになった。
- 中国労災病院 - 広交叉点 - 広駅前 - 東のりば - 仁方駅前 - 小仁方 - 見戸代 - 三之瀬 - 向小市の浜 - 田戸
- 中国労災病院 - 広交叉点 - 広駅前 - 東のりば - 仁方駅前 - 小仁方 - 見戸代 - 三之瀬 - 向小市の浜 - 向桟橋 - 田戸 - 大浦
- 中国労災病院 - 広交叉点 - 広駅前 - 東のりば - 仁方駅前 - 小仁方 - 見戸代 - 三之瀬 - 向小市の浜 - 田戸 - 大浦 - 営農センター
- 中国労災病院 - 広交叉点 - 広駅前 - 東のりば - 仁方駅前 - 小仁方 - 見戸代 - 三之瀬 - 向小市の浜 - 田戸 - 大浦 - 山崎 - 豊浜支所 - 山崎 - 金崎 - 大浜桟橋 - 立花港 - 久比港 - 初崎 - 大長港 - 御手洗港 - 沖友天満宮前

#### その他の系統
- 豊浜支所→漁協前→久比港→初崎→大長港→御手洗港→沖友天満宮前

早朝に片道1便のみ。大浜桟橋は経由しない。瀬戸内産交の運転士・車輌が運用に就く場合もある。

### 廃止路線
- 沖友天満宮前 - 御手洗港 - 大長港 - 小長港 - 初崎 - 久比港 - 立花港 - 金崎 - 山崎 - 豊浜支所
- 沖友天満宮前 - 御手洗港 - 大長港 - 初崎 - 小長港 - 久比港 - 立花港 - 大浜桟橋 - 金崎 - 山崎 - 豊浜支所

豊島大橋が開通したため2008年11月18日の運行を以て廃止

#### 広島バスセンター発着系統
愛称「とびしまライナー」。豊島大橋の開通に伴って、瀬戸内産交と呉市交通局から「広島蒲刈線」を継承・延長して運行開始。広島呉道路を経由する急行便。休山新道は経由しない。バスカードは2010年（平成22年）10月31日で取扱いを終了した。PASPYは2012年7月1日に導入した。2023年4月より運休し、2024年3月末をもって廃止。
- 広島バスセンター - 広島駅 - 大学病院入口 - 呉駅前・そごう - 中畑 - 阿賀海岸通 - 広駅前 - 小仁方 - 見戸代 - 向小市の浜 - 原 - 恋ヶ浜 - 山崎 - 豊浜支所 - 山崎 - 立花港 - 久比港 - 初崎 - 大長港 - 御手洗港 - 沖友天満宮前

瀬戸内産交と呉市交通局が運行していた「広島蒲刈線」と異なり、営農センター - 大浦 - 田戸 - 田戸東谷、および三之瀬・塩浜新開に停車しないため、これらの停留所と広支所 - 呉駅前・そごう間の停留所を直接行き来することはできなくなった。

## その他
- 大浜桟橋、田戸、向桟橋、三之瀬、見戸代のバス停では、折り返し運転となる。田戸・向桟橋・見戸代は、かつてのフェリー乗り場である。
- 豊浜大橋豊浜支所バス停間は、直線距離ではさほど離れていないが、間の広島県道354号豊島線が非常に狭隘なため、高台を通る大崎下島広域農道を経由して大回りで運行していた。広島県道354号豊島線の道路幅拡張工事終了にともない、2019年（令和元年）10月1日より高台を通る便はなくなった。それに伴い小野浦、漁協前の両バス停が設置された、金崎バス停は廃止された。
- 大崎上島、竹原営業所では路線バスだけではなく貸切バスの営業もあり、車両はいすゞガーラを使用していた。
- 大崎上島では朝夕の小学生の送迎のため、元とびしまライナーのエルガがスクールバスとして使用されている。
- 映画『海猿』のロケ地となった呉市蒲刈町原地区にはバス停は存在しなかったが、2008年（平成18年）11月19日にロケ現場とは約300mほどの場所に原バス停が開設された。
- 2024年（令和6年）8月現在、とびしまライナーの運休（事実上の廃止）に伴い、充当していた車両が各営業所へ疎開回送された。この回送で、予備車として大崎下島小長港に置かれていたさんようバス旧塗装のエアロスターが大崎上島へ回送された。また、旧塗装の日野ブルーリボンの置き換え車両として、いすゞエルガも大崎上島へ回送された。